# Tobias Barreto (ort)
Tobias Barreto är en ort i Brasilien.   Den ligger i kommunen Tobias Barreto och delstaten Sergipe, i den östra delen av landet, 1 200 km öster om huvudstaden Brasília. Tobias Barreto ligger 164 meter över havet och antalet invånare är 29 740.
Terrängen runt Tobias Barreto är platt. Det finns inga andra samhällen i närheten.
Omgivningarna runt Tobias Barreto är huvudsakligen savann. Runt Tobias Barreto är det ganska tätbefolkat, med 54 invånare per kvadratkilometer.